# Фер, Брендан
Бре́ндан Дже́йкоб Джоэ́л Фер (англ. Brendan Jacob Joel Fehr, род. 29 октября 1977, Нью-Уэстминстер, Британская Колумбия, Канада) — канадский телевизионный и киноактёр. Наиболее известен по ролям Майкла Герина в телесериале «Город пришельцев», Дэна Купера в «C.S.I.: Место преступления Майами» и доктора Дрю Алистера в «Ночной смене». Фер также сыграл Джареда Бута в телесериале «Кости».

## Ранняя жизнь и образование
Фер родился в Нью-Уэстминстере в Британской Колумбии, у матери, которая работала коррекционным менеджером, и отца, который был производителем яхт. Он переехал в Виннипег в Манитобе в 1990 году и был воспитан в меннонитстве. В 1995 году он окончил Коллегиальный Институт Меннонитского Братства (англ. Mennonite Brethren Collegiate Institute).

## Личная жизнь
Фер живёт в Лос-Анджелесе в Калифорнии со своей женой Дженнифер Роули (англ. Jennifer Rowley), на которой женился в 2006 году. У пары есть три дочери: Джеймс Оливия (англ. James Olivia, род. 26 марта 2008), Эллисон Джейн (англ. Ellison Jane, род. 23 января 2011) и Удина Карда Китти (англ. Ondine Carda Kitty, род. 18 января 2013).

## Фильмография

### Кино
| Год  | Название на русском    | Название на английском       | Роль                  | Примечания |
| ---- | ---------------------- | ---------------------------- | --------------------- | ---------- |
| 1998 |                        | Hand                         | Харт                  |            |
| 1998 | Непристойное поведение | Disturbing Behavior          | Брендан               |            |
| 2000 | Дом Кристины           | Christina's House            | Эдди Данкан           |            |
| 2000 | Пункт назначения       | Final Destination            | Джордж Ваггнер        |            |
| 2001 | Убей меня позже        | Kill Me Later                | Билли                 |            |
| 2001 | Ночь вампиров          | The Forsaken                 | Ник                   |            |
| 2002 |                        | Long Shot                    | Дэнни                 |            |
| 2002 | На грани безумия       | Edge of Madness              | Саймон Херрон         |            |
| 2003 | Байкеры                | Biker Boyz                   | Стантмэн              |            |
| 2003 | Игра возмездия         | Nemesis Game                 | Деннис Ревени         |            |
| 2004 | Звёздный ребенок       | Childstar                    | Чип Метцгер           |            |
| 2004 | Сладкий                | Sugar                        | Бутч                  |            |
| 2005 | Длинный уик-энд        | The Long Weekend             | Эдвард «Эд» Вэксман   |            |
| 2006 | Вне игры               | Comeback Season              | Пол                   |            |
| 2007 | Пятый пациент          | The Fifth Patient            | Винс Кэллоу           |            |
| 2008 | На другой стороне      | The Other Side of the Tracks | Джош                  |            |
| 2010 | Форт МакКой            | Fort McCoy                   | сержант Доминик Росси |            |
| 2011 | Люди Икс: Первый класс | X-Men: First Class           | офицер коммуникаций   |            |
| 2012 | Безмолвная ночь        | Silent Night                 | заместитель Джордан   |            |
| 2012 |                        | Roswell FM                   | Джей Рэтбоун          |            |
| 2013 | Только я...            | Only I...                    | Орион Смит            |            |
| 2013 | Жуткие 13              | 13 Eerie                     | Дэниел                |            |
| 2014 | Стражи Галактики       | Guardians of the Galaxy      | напарник Романна Дея  |            |

### Телевидение
| Год       | Название на русском                 | Название на английском          | Роль                        | Примечания                                         |
| --------- | ----------------------------------- | ------------------------------- | --------------------------- | -------------------------------------------------- |
| 1997      | На волне успеха                     | Breaker High                    | Прайс Монтегю               | Эпизод «Tamara Has Two Faces»                      |
| 1998      | Материнский кошмар                  | Every Mother's Worst Fear       | Алан                        | ТВ фильм                                           |
| 1998      | Найтмэн                             | Night Man                       | Эрик                        | Эпизод «It Came from Out of the Sky»               |
| 1998      | Совершенные ангелочки               | Perfect Little Angels           | Митч Фурресс                | ТВ фильм                                           |
| 1998 1999 | Тысячелетие                         | Millennium                      | Кевин Галбрайт Ник Карфагна | Эпизод «The Pest House» Эпизод «Collateral Damage» |
| 1999      | Новая семейка Аддамс                | The New Addams Family           | Сэм Седжвик                 | Эпизод «Wednesday's Crush»                         |
| 1999      |                                     | Our Guys: Outrage at Glen Ridge | Барри Беннетт               | ТВ фильм                                           |
| 1999–2002 | Город пришельцев                    | Roswell                         | Майкл Герин                 | Главная роль; 61 эпизодов                          |
| 2005–2008 | C.S.I.: Место преступления Майами   | CSI: Miami                      | Дэн Купер                   | Второстепенная роль; 35 эпизодов                   |
| 2008      | Девушка-самурай                     | Samurai Girl                    | Джейк Стэнтон               | Мини-сериал                                        |
| 2008–2010 | Кости                               | Bones                           | Джаред Бут                  | Второстепенная роль; 5 эпизодов                    |
| 2010      | Золотой лёд 4: Огонь и лёд          | The Cutting Edge: Fire & Ice    | Джеймс Маккинси             | ТВ фильм                                           |
| 2010      | Ледяная дрожь                       | Ice Quake                       | Майкл Вебстер               | ТВ фильм                                           |
| 2010      | C.S.I.: Место преступления Нью-Йорк | CSI: NY                         | Эл Брэнсон                  | Эпизод «Tales from the Undercard»                  |
| 2011      | И ребёнок будет падать              | And Baby Will Fall              | Дэвид Роуз                  | ТВ фильм                                           |
| 2011      | Рождественский поцелуй              | A Christmas Kiss                | Адам Хьюс                   | ТВ фильм                                           |
| 2011–2012 | Никита                              | Nikita                          | Стивен                      | Эпизоды «Coup de Grace» и «Dead Drop»              |
| 2012      | Принятие террора                    | Adopting Terror                 | Кевин Андерсон              | ТВ фильм                                           |
| 2013      | Лонгмайр                            | Longmire                        | Грег Коллетт                | Эпизод «Carcasses»                                 |
| 2014      | Дом с секретом                      | House of Secrets                | Тайлер Джордан              | ТВ фильм                                           |
| 2014–2017 | Ночная смена                        | The Night Shift                 | доктор Дрю Алистер          | Главная роль; 45 эпизодов                          |
| 2017      | Вайнона Эрп                         | Wynonna Earp                    | Ивен, лидер Ордена          | Второстепенная роль; 4 эпизода                     |